# Fujitsu FM Towns II
Fujitsu FM Towns II (FM Towns II) је кућни рачунар, производ фирме Фуџицу (Fujitsu) који је почео да се израђује у Јапану током 1989. године.
Користио је Intel 80386sx као централни микропроцесор а RAM меморија рачунара FM Towns II је имала капацитет од 1 или 2 MB, зависно од модела (највише 64 MB).
Као оперативни систем коришћен је Town OS.

## Детаљни подаци
Детаљнији подаци о рачунару FM Towns II су дати у табели испод.
|                       |                                                                                |
| [ 1 ]                 |                                                                                |
| Произвођач            | Фуџицу                                                                         |
| Тип                   | кућни рачунар                                                                  |
| Меморија              | 1 или 2 MB, зависно од модела (највише 64 MB)                                  |
| Поријекло             | Јапан                                                                          |
| Година                | 1989                                                                           |
| Тастатура             | пуни помак тастера, 123 тастера са функцијским тастерима и нумеричка тастатура |
| Процесор              |                                                                                |
| Фреквенција процесора | 16                                                                             |
| RAM                   | 1 или 2 MB, зависно од модела (највише 64 MB)                                  |
| ROM                   | непознато                                                                      |
| Текст                 | непознато                                                                      |
| Графика               | од 352 x 232 све до 640 x 480                                                  |
| Боја                  | 32768 боја палета - 256 на екрану                                              |
| Звук                  | 6 канала FM, 8 канала PCM                                                      |
| Димензије             | непознато                                                                      |
| Портови               |                                                                                |
| Оперативни систем     |                                                                                |